# Maxacteon flammeus
Maxacteon flammeus is een slakkensoort uit de familie van de Acteonidae. De wetenschappelijke naam van de soort is voor het eerst geldig gepubliceerd in 1789 door Bruguière.